# Ramireno, Texas
Ramireno, Texas (енгл. Ramireno) насељено је место без административног статуса у америчкој савезној држави Тексас.

## Демографија
По попису из 2010. године број становника је 35.
| Група             | 2000.    | 2010.      |
| Белци             | 0 (0,0%) | 1 (2,9%)   |
| Афроамериканци    | 0 (0,0%) | 0 (0,0%)   |
| Азијати           | 0 (0,0%) | 0 (0,0%)   |
| Хиспаноамериканци | 0 (0,0%) | 34 (97,1%) |
| Укупно            | 0        | 35         |